# Mission Olive
Die Mission olive ist ein Cultivar der Olive, welcher im späten 18. Jahrhundert in Kalifornien von den spanischen Missionen entlang des Camino Real Verbreitung fand. Die „Mission olive“ wurde  in die Ark of Taste (Arche des Geschmacks) aufgenommen, einen internationalen Katalog gefährdeter traditioneller Lebensmittel der Slow-Food-Bewegung. Sie ist zudem die einzige amerikanische Olivensorte, die vom International Olive Council in seinem Weltkatalog der Olivensorten aufgeführt ist. Obwohl in den USA entwickelt, werden Mission-Oliven auch von südafrikanischen Olivenölproduzenten verwendet.

## Merkmale
Die Mission Trees können eine Höhe von bis zu 15 m erreichen. Sie tragen kleine Früchte, die typischerweise etwa 4,1 g wiegen. Von allen kommerziellen Sorten in Kalifornien haben sie das niedrigste Fruchtfleisch-Kern-Verhältnis (6,5:1) und die höchste Kälteresistenz. Mission-Oliven werden von Ende Oktober bis November für den Tafelgebrauch geerntet; für die Ölproduktion werden sie zwischen Mitte Dezember und Februar geerntet. Sie sind anfällig für die Pfauenfleckenkrankheit (peacock spot), eine Krankheit, die durch den Pilz Cycloconium oleaginum verursacht wird, und für den Olivenknoten (olive knot), eine Krankheit, die durch das Bakterium Pseudomonas savastanoi verursacht wird.

## Nutzung
Missionsoliven sind eine von fünf Sorten (neben Ascolano, Barouni, Manzanilla und Sevillana), die in Kalifornien kommerziell als Tafeloliven angebaut werden können.

## Verbreitung
1992 machte die Sorte Mission etwas mehr als acht Prozent der gesamten Olivenanbaufläche Kaliforniens aus. Mission-Oliven dominierten bis 1875 die Region, bis andalusische Einwanderer die Sorte Manzanilla einführten. Spätere Einführungen reduzierten den Anteil der Mission-Bäume in Kalifornien weiter. Nach Manzanilla und Sevillana bleibt sie jedoch eine der verbreitetsten Sorten im Bundesstaat. Das Gebiet um Oroville im Butte County ist das Hauptanbaugebiet.

## Herkunft
Olivenbäume wurden erstmals von der Franziskanermission San Diego de Alcalá nach Kalifornien gebracht; der Olivenanbau begann wahrscheinlich bereits in den ersten zwei Jahrzehnten der Mission. Die ursprünglichen Bäume litten unter der Säkularisierung der Missionen, doch Pioniere züchteten aus ihren Stecklingen neue Bäume, was zur einzigartigen Mission-Sorte führte.
Obwohl Forscher der Universität Córdoba davon ausgingen, dass die Mission-Olive spanischen Ursprungs sei, konnten sie ihre Verwandtschaft mit keiner der 700 spanischen Sorten nachweisen. Jüngste DNA-Tests in Kalifornien deuten darauf hin, dass die Mission-Olive mit der marokkanischen Sorte Picholine Marocaine verwandt sein könnte. Spanische Siedler brachten die späteren Mission-Kultivare wahrscheinlich zuerst nach Mexiko.